# Cryptosula cylindrica
Cryptosula cylindrica is een mosdiertjessoort uit de familie van de Cryptosulidae. De wetenschappelijke naam van de soort is voor het eerst geldig gepubliceerd in 1931 door Calvet.